# Kolumbia elnökeinek listája
A független Kolumbia elnökeinek neveit tartalmazza az alábbi lista:

## Új-Granada elnökei
1831–1831 Domingo Caycedo
1831–1832 José María Obando
1832 José Ignacio de Márquez
1832–1837 Francisco de Paula Santander
1837–1841 José Ignacio de Márquez
1841 Domingo Caycedo
1841–1845 Pedro Alcántara Herrán Zaldúa
1845–1849 Tomás Cipriano de Mosquera
1849–1853 José Hilario López
1853–1854 José María Obando
1854 José María Melo
1854–1855 José de Obaldía
1855–1857 Manuel María Mallarino
1857–1858 Mariano Ospina Rodríguez

## A Granadai Konföderáció elnökei
1858–1861 Mariano Ospina Rodríguez
1861 Bartolomé Calvo
1861 Tomás Cipriano de Mosquera

## Kolumbiai Egyesült Államok elnökei
1861–1863 Tomás Cipriano de Mosquera
1863 Francisco Javier Zaldúa
1863 Eustorgio Salgar
1863–1864 Tomás Cipriano de Mosquera
1864–1866 Manuel Murillo Toro
1866 José María Rojas Garrido
1866–1867 Tomás Cipriano de Mosquera
1867–1868 Santos Acosta
1868–1870 Santos Gutiérrez
1870–1872 Eustorgio Salgar
1872–1874 Manuel Murillo Toro
1874–1876 Santiago Pérez
1876–1878 Aquileo Parra
1878–1880 Julián Trujillo Largacha
1880–1882 Rafael Núñez
1882 Francisco Javier Zaldúa
1882 Clímaco Calderón
1882–1884 José Eusebio Otálora
1884 Ezequiel Hurtado
1884–1886 Rafael Núñez

## Kolumbiai Köztársaság elnökei
1886 José María Campo Serrano
1886–1887 Eliseo Payán
1887–1892 Rafael Núñez
1892 Miguel Antonio Caro
1892–1894 Rafael Núñez
1894–1898 Miguel Antonio Caro
1898–1900 Manuel Antonio Sanclemente
1900–1904 José Manuel Marroquín
1904–1909 Rafael Reyes
1909 Jorge Holguín
1909–1910 Ramón González Valencia
1910–1914 Carlos Eugenio Restrepo
1914–1918 José Vicente Concha
1918–1921 Marco Fidel Suárez
1921–1922 Jorge Holguía
1922–1926 Pedro Nel Ospina
1926–1930 Miguel Abadia Méndez
1930–1934 Enrique Olaya Herrera
1934–1938 Alfonso López Pumarejo
1938–1942 Eduardo Santos
1942–1945 Alfonso López Pumarejo
1945–1946 Alberto Lleras Camargo
1946–1950 Mariano Ospina Pérez
1950–1951 Laureano Gómez
1951–1953 Roberto Urdaneta Arbeláez
1953–1957 Gustavo Rojas Pinilla
1957–1958 Gabriel París Gordillo
1958–1962 Alberto Lleras Camargo
1962–1966 Guillermo León Valencia
1966–1970 Carlos Lleras Restrepo
1970–1974 Misael Pastrana Borrero
1974–1978 Alfonso López Michelsen
1978–1982 Julio César Turbay Ayala
1982–1986 Belisario Betancur Cuartas
1986–1990 Virgilio Barco Vargas
1990–1994 César Gaviria Trujillo
1994–1998 Ernesto Samper Pizano
1998–2002 Andrés Pastrana Arango
2002–2010 Álvaro Uribe Vélez
2010–2018 Juan Manuel Santos
2018–2022 Iván Duque Márquez
2022–          Gustavo Petro